# Moriz von Lyncker

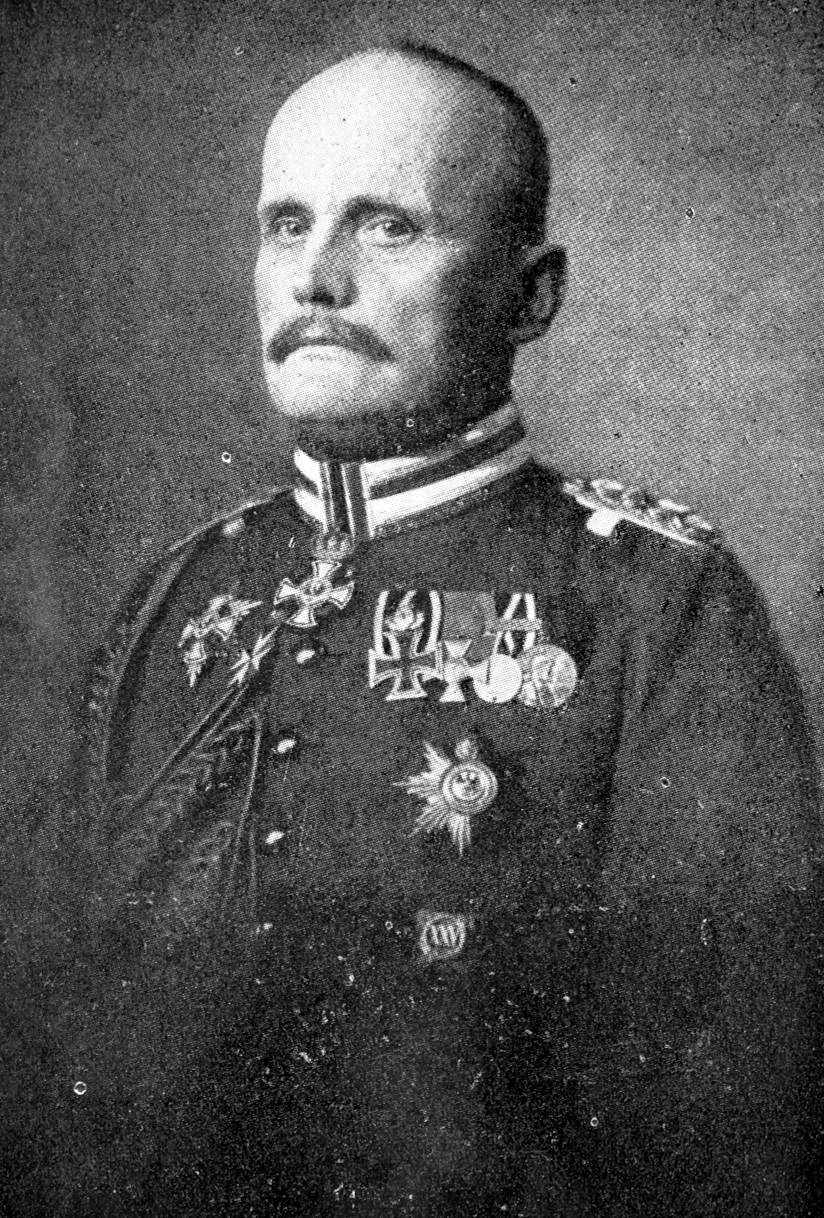

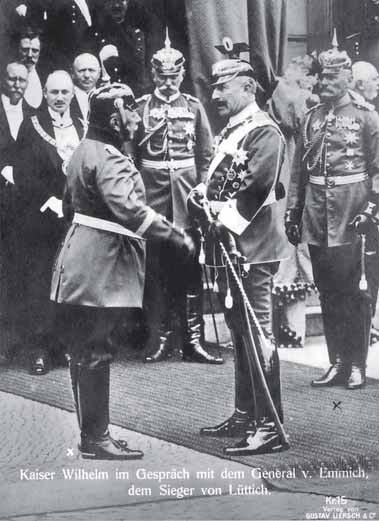
Lyncker (rechts) am 20. Juni 1913 im Gefolge des Kaisers bei der Einweihung des Neuen Rathauses in Hannover. Der Hinweis auf den Sieger von Lüttich in der Bildunterschrift ist ein Zusatz aus den Jahren des Ersten Weltkriegs

Moriz Freiherr von Lyncker (* 30. Januar 1853 in Spandau; † 20. Januar 1932 in Demnitz) war ein preußischer Generaloberst und Chef des Militärkabinetts. 

## Leben

### Herkunft
Moriz entstammt einer preußischen Soldatenfamilie. Sein Großvater war der Rittmeister Friedrich von Lyncker, seine Eltern waren der preußische Major Arthur von Lyncker (1814–1895) und dessen Ehefrau Emma, geborene Sieck (1829–1916), eine Tochter des Färbereibesitzers Christian Sieck. Sein Bruder Kurt (1867–1934) wurde preußischer Generalmajor.

### Militärkarriere
Lyncker absolvierte das Wilhelms-Gymnasiums in Berlin und trat am 25. März 1870 als Dreijährig-Freiwilliger mit Aussicht auf Beförderung in das Kaiser Franz Garde-Grenadier-Regiment Nr. 2 der Preußischen Armee ein. Mit diesem Regiment nahm Lyncker 1870/71 am Krieg gegen Frankreich teil, wurde in der Schlacht bei Gravelotte schwer verwundet und mit dem Eisernen Kreuz II. Klasse ausgezeichnet. 
Von 1878 bis 1881 besuchte er die Kriegsakademie und diente nach Verwendung im Großen Generalstab als Kompaniechef im 1. Garde-Regiment zu Fuß. Später war er Adjutant von Kronprinz Friedrich, im Stab der 18. Division in Flensburg, im Stab des IV. Armee-Korps in Magdeburg sowie als Bataillonskommandeur im Berliner Garde-Füsilier-Regiment. 1895 bis 1898 war er Erster Militärgouverneur (Erzieher) der kaiserlichen Prinzen im Plöner Prinzenhaus und wurde in dieser Zeit bis zum Oberst befördert. Anschließend wurde er Kommandeur des Königin Elisabeth Garde-Grenadier-Regiments Nr. 3. 1901 folgte die Beförderung zum Generalmajor und im Folgejahr die Übernahme der 1. Garde-Infanterie-Brigade in Potsdam. 1905 schloss sich das Kommando über die 19. Division in Hannover und die Beförderung zum Generalleutnant an.
Nach dem plötzlichen Tod des Chefs des Militärkabinetts, General von Hülsen-Haeseler, wurde er am 17. November 1908 Vortragender Generaladjutant und zu dessen Nachfolger ernannt. Er war somit zuständig für die Personalangelegenheiten der Preußischen Armee. Während des Ersten Weltkriegs war Lyncker, seit 1909 General der Infanterie, einer der engsten Mitarbeiter Kaiser Wilhelm II. Im April 1918 wurde er zum Generaloberst ernannt. 1918 bis 1919 war er Präsident des Reichsmilitärgerichts, bevor er im Juli 1919 seinen Abschied nahm.

### Familie
Lyncker hatte sich 1889 in Potsdam mit Anne-Marie von der Horst (1857–1945) verheiratet. Sie war die Tochter des preußischen Generalleutnants Bodo von der Horst. Aus der Ehe gingen sechs Kinder hervor. Zwei der Söhne fielen als Frontoffiziere im Ersten Weltkrieg. Die Tochter Anne Marie (* 1901) wurde Oberin der Maidenschule (Reifensteiner Schulen) im Stift Obernkirchen.